# São Luís (Roraima)
São Luís (más conocida por São Luís do Anauá o Anauá) es un municipio de Roraima, siendo el menor en población del estado según la estimación de 2005 del Instituto Brasilero de Geografía y Estadística.

## Historia
El nombre del municipio se relaciona al río Anaua y a la capital del Maranhão (São Luís), formando "São Luís del Anauá" (aunque haya sido registrado como "Sao Luiz").
Fue creado por la Ley Federal nº 7.009, en julio de 1982, con tierras desmembradas del municipio de Caracaraí.

## Geografía y transporte
Su principal núcleo en el interior es Villa Moderna.
Se conecta a Boa Vista por la BR-210, a una distancia de 298 km.

## Economía
Se concentra en la agropecuaria. Produce, en especial, arroz, ganado, frijol, miel, mandioca y maíz.

## Infraestructura
En salud, existe un hospital público con 25 camas y varios puestos en el interior.
Cuenta con un sistema de distribución de agua, energía eléctrica (distribuida por la CER, a través de la hidroeléctrica de Jatapu), agencia de los correos y red telefónica.
Existen en el municipio diecinueve escuelas de educación fundamental y una de enseñanza media.